# ダーシェンカ
ダーシェンカ（Dášenka, Dasenka）は、チェコの作家カレル・チャペックが飼っていた愛犬である。フォックス・テリア系の犬であり、チャペックが生前飼っていた愛犬のイリスが産んだ子犬で、のちに本で世界的に有名な犬になる。全体的には白く、耳だけ黒いことからのちにVictorの蓄音機のキャラクター犬のニッパーとよく比較される。ニッパーは毛がスムースなのに対し、ダーシェンカはややフサフサである。

## 著作

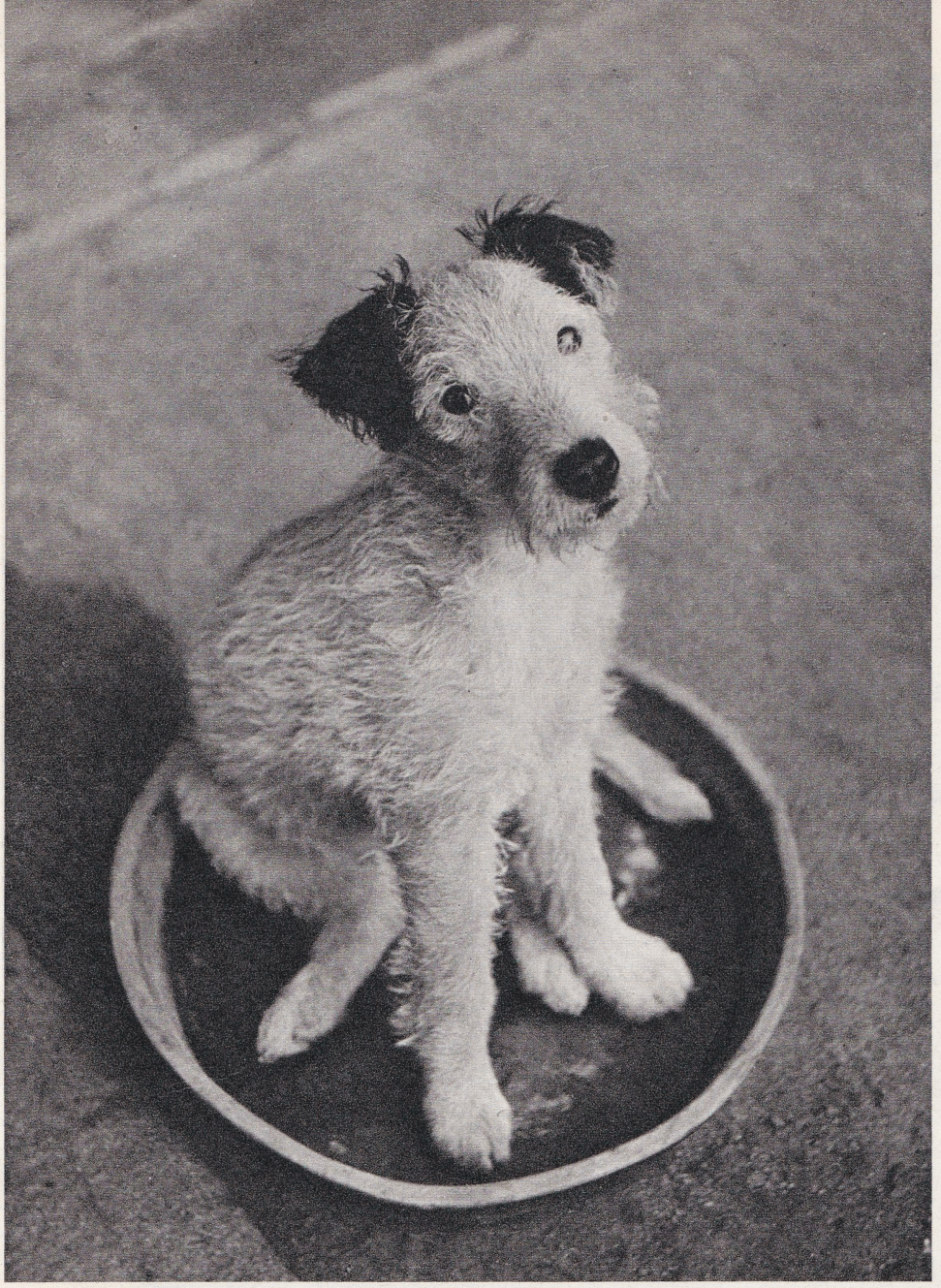

1933年に『ダーシェンカ、子犬の生活』が発表され、日本では1995年にSEG出版から「ダーシェンカ あるいは子犬の生活」が発売され、その後メディアファクトリーやソニーマガジン、プチグラパブリッシング等から関連本が出た。
- 『チャペックの犬と猫のお話』 河出書房新社(1996年8月5日) 訳者：石川達夫

### 映像化
2008年には『between us ダーシェンカ』という題名でアニメ化（全12回）され、NHK-BS放送でも放映。その後、ビクターエンタテインメントによりDVD化されている。